# Kościół Bożego Ciała w Elblągu
Kościół pw. Bożego Ciała w Elblągu (niem. Heilige - Leichnam - Kirche) – świątynia w Elblągu, początkowo katolicka, później ewangelicko-augsburska, powstała na początku XV wieku. Obecnie Diecezjalny Ośrodek Duszpasterstwa oraz Centrum Kultury Chrześcijańskiej.

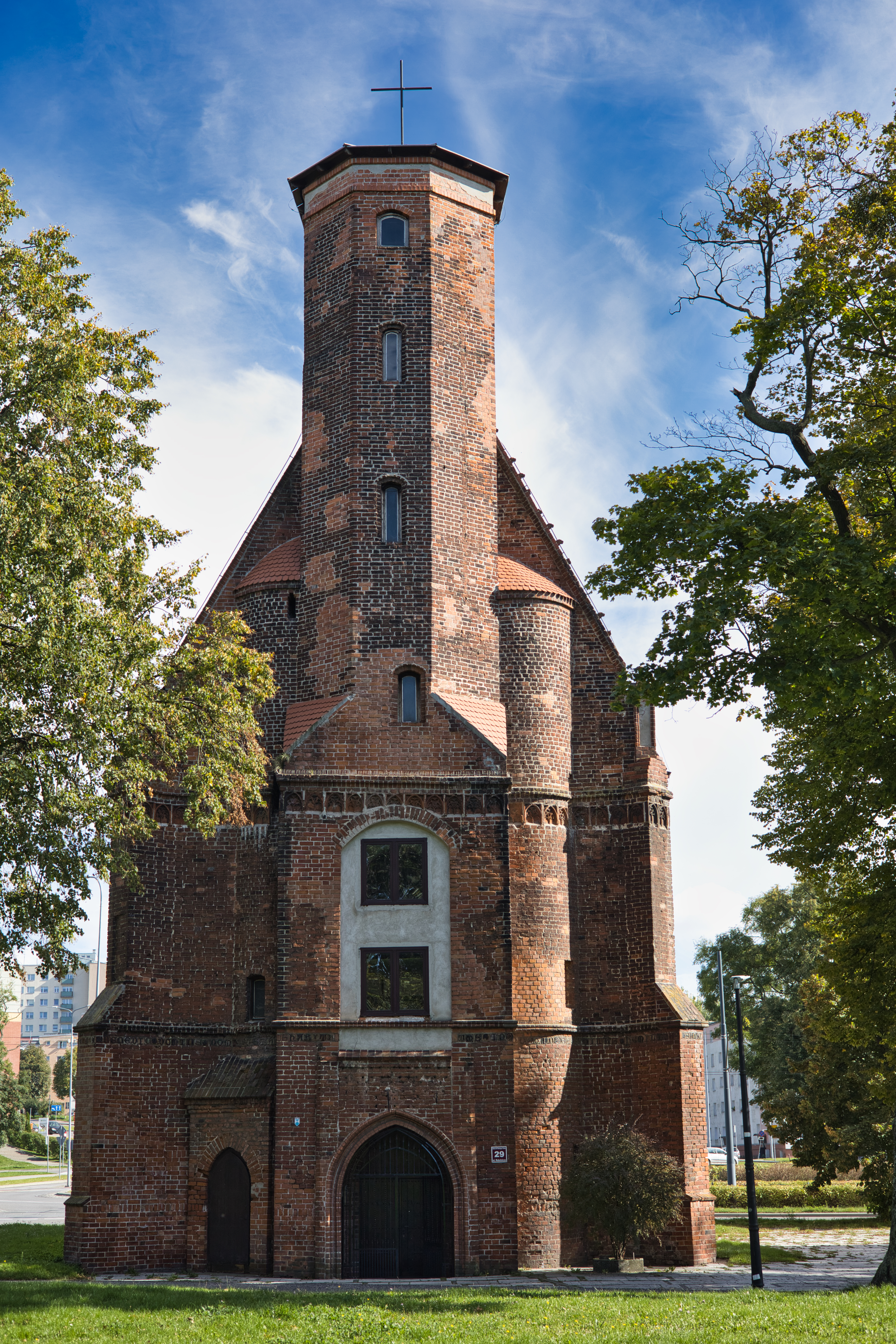
Kościół Bożego Ciała około roku 1910

## Historia
Kościół Bożego Ciała został zbudowany na początku XV wieku. Inspiracją do jego powstania miało być spalenie się zabudowań szpitala św. Jerzego w 1400 roku: w czasie przeszukiwania pogorzeliska mnisi znaleźli stopione srebra liturgiczne, a obok nich nienaruszoną hostię, co uznano za znak od Boga. Na pamiątkę tego faktu brat Helwig Schwan wystawił kościół Bożego Ciała pod miastem. Datę budowy świątyni upamiętniono w ceramicznym fryzie obiegającym obiekt.  
W czasie reformacji kościół ten przeszedł w ręce protestantów. W 1643 ufundowano barokowe zwieńczenie wieży kościelnej, a w 1875 roku pokryto je nową blachą cynkową. Kościół został powiększony w 1896 roku, ponieważ nie mógł sprostać zadaniom ciągle rozrastającej się miejskiej parafii, do której należało nie tylko wiele wiosek, lecz i podmiejskie osiedle (dziś dzielnica Elbląga) Pangritz Kolonie. Dobudowano transept i prezbiterium. 
Kościół posiadał unikatowe drewniane wiszące sklepienie nie unoszące się ku górze, lecz opuszczające się ku dołowi, przedstawiające jak gdyby spływającą z góry łaskę Bożą. W czasie przebudowy w latach dziewięćdziesiątych XIX wieku mistrz ciesielski Fechter rozbudował również sklepienie w nowo powstałej części kościoła.
W czasie walk o Elbląg kościół został wypalony, a jego wyposażenie nie wiadomo czy ewakuowane, czy również spalone. Po 1958 roku część z XIX wieku w postaci transeptu i prezbiterium rozebrano, pozostawiając część gotycką. 9 stycznia 1973 rozpoczęto prace budowlano-adaptacyjne obiektu na siedzibę Spółdzielczego Domu Kultury "Pegaz". Projekt przygotował arch. Andrzej Macur. Prace przy odbudowie trwały cztery lata, część robót wykonano w czynie społecznym. W gotyckie mury kościoła wkomponowane betonowe stropy, od strony ulicy, zamiast apsydy, zrobiono wielką szklaną witrynę. Dach SDK był płaski zamiast dwuspadowego, wylano tylko symboliczne żelbetowe krokwie. Taka bryła budziła wiele kontrowersji. W 1977 roku Spółdzielczy Dom Kultury „Pegaz” został otwarty. 
W grudniu 1981, na tydzień przed stanem wojennym, ówczesny wojewoda elbląski na wniosek NSZZ Solidarność wydał decyzję o przekazaniu kościoła pw. Bożego Ciała rzymskokatolickim władzom kościelnym. W 1993 roku budowla częściowo odzyskała dawny kształt. 
Obecnie w kościele znajduje się Diecezjalny Ośrodek Duszpasterstwa oraz Centrum Kultury Chrześcijańskiej.

## Wyposażenie przed 1945
Ołtarz główny ufundowany został w roku 1646 przez mistrza garncarskiego David Guttrechta. Tematem ołtarza była scena Ukrzyżowania. Ozdabiały go dwie duże białe kolumny, a obok nich znajdowały się postacie apostołów św. Piotra i św. Pawła. Nad sceną Ukrzyżowania górował obraz Chrystusa Zmartwychwstałego, a na samej górze – postać Chrystusa powracającego jako sędzia żywych i umarłych.

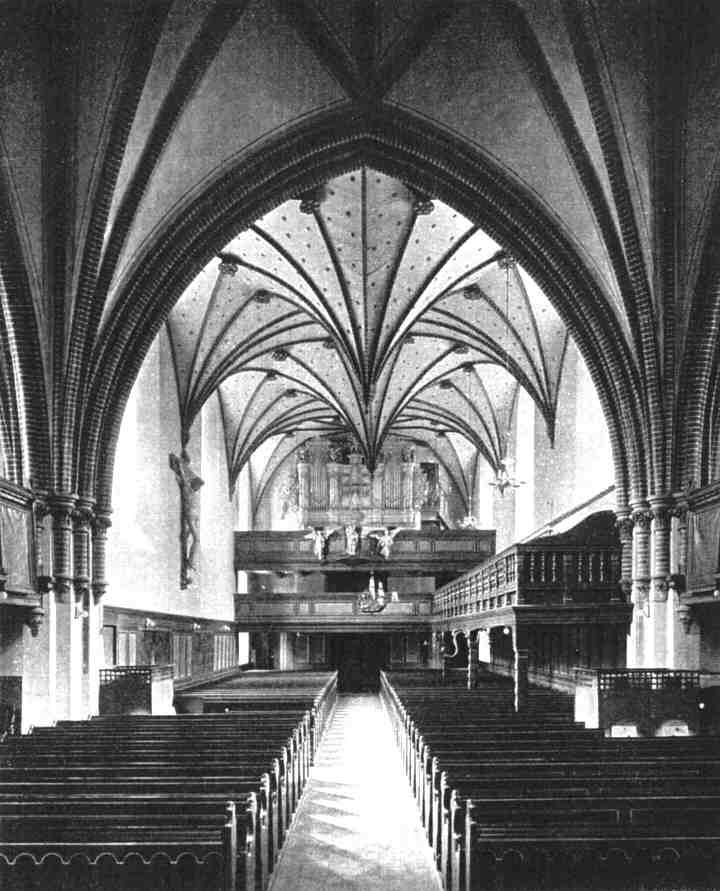
Wnętrze kościoła przed 1945 rokiem

Ambona stojąca w pobliżu ołtarza, wsparta była na podstawie przedstawiającej Mojżesza z dwoma tablicami przykazań. Nad amboną była gołębica - symbol Ducha Świętego.
Najcenniejszymi przedmiotami w kościele były: krucyfiks z roku 1538, przedstawiają postać Chrystusa z głową skłonioną na ramieniu oraz znajdująca się na emporze organowej gotycka figura Matka Bożej.
Organy 10-głosowe zajmujące całą szerokość świątyni zostały ufundowane w 1716 roku przez Johanna J. Kettlera wypędzonego z Elbląga mieszczanina, który został dyrektorem faktorii Holenderskiej Kompanii Wschodnioindyjskiej. W 1882 zostały one poddane renowacji, rozbudowane i poświęcone 29 października 1882.
W wieży znajdowały się dwa dzwony odlane w 1648 i 1870. W roku 1944 dzwony kościelne zostały skonfiskowane przez władze wojskowe III Rzeszy i wywiezione. Prawdopodobnie zostały przetopione.